# Траян (комуна, Бреїла)
Траян (рум. Traian) — комуна у повіті Бреїла в Румунії. До складу комуни входять такі села (дані про населення за 2002 рік):
- Келдеруша (217 осіб)
- Сілістрару (892 особи)
- Траян (1182 особи)
- Урляска (1445 осіб)

Комуна розташована на відстані 153 км на північний схід від Бухареста, 19 км на південний захід від Бреїли, 133 км на північний захід від Констанци, 35 км на південний захід від Галаца.

## Населення
За даними перепису населення 2002 року у комуні проживали 3736 осіб.
Національний склад населення комуни:
| Національність | Кількість осіб | Відсоток |
| -------------- | -------------- | -------- |
| румуни         | 3681           | 98,5%    |
| цигани         | 51             | 1,4%     |
| угорці         | 4              | 0,1%     |

Рідною мовою назвали:
| Мова      | Кількість осіб | Відсоток |
| --------- | -------------- | -------- |
| румунська | 3719           | 99,5%    |
| циганська | 13             | 0,3%     |
| угорська  | 4              | 0,1%     |

Склад населення комуни за віросповіданням:
| Релігія       | Кількість осіб | Відсоток |
| ------------- | -------------- | -------- |
| православні   | 3731           | 99,9%    |
| римо-католики | 4              | 0,1%     |
| п'ятдесятники | 1              | < 0,1%   |

## Зовнішні посилання
- Дані про комуну Траян на сайті Ghidul Primăriilor